# Habo
För andra betydelser, se Habo (olika betydelser).
Ej att förväxla med Håbo kommun i Uppsala län.

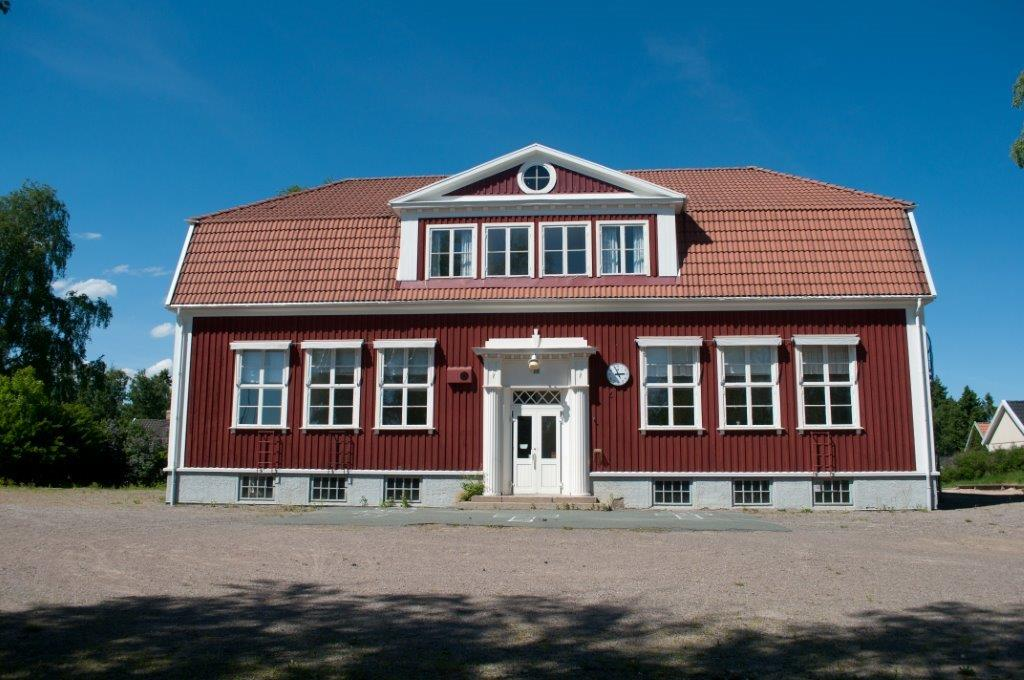
Gröne vägens skola, Habo, byggd 1931, riven 2019

Habo (uttal (fil)) är en tätort och centralort i Habo kommun i Jönköpings län.
Habo ligger någon kilometer väster om Vättern, nordväst om Jönköping.

## Historia
Innan järnvägen kom till Habo på 1860-talet försörjde sig invånarna nästan uteslutande på jord- och skogsbruk. Med järnvägen öppnades nya möjligheter för handel, hantverk och industri. Tidigt industri i orten var Habo Ullspinneri och Habo Laggkärlsfabrik.

### Befolkningsutveckling
| Befolkningsutvecklingen i Habo 1960–2020                                     | Befolkningsutvecklingen i Habo 1960–2020 | Befolkningsutvecklingen i Habo 1960–2020 | Befolkningsutvecklingen i Habo 1960–2020 | Befolkningsutvecklingen i Habo 1960–2020 |
| ---------------------------------------------------------------------------- | ---------------------------------------- | ---------------------------------------- | ---------------------------------------- | ---------------------------------------- |
|                                                                              |                                          |                                          |                                          |                                          |
| År                                                                           |                                          |                                          | Folkmängd                                | Areal (ha)                               |
| 1960                                                                         | 1960                                     |                                          | 1 770                                    |                                          |
| 1965                                                                         | 1965                                     |                                          | 2 213                                    |                                          |
| 1970                                                                         | 1970                                     |                                          | 2 624                                    |                                          |
| 1975                                                                         | 1975                                     |                                          | 3 740                                    |                                          |
| 1980                                                                         | 1980                                     |                                          | 5 081                                    |                                          |
| 1990                                                                         | 1990                                     |                                          | 6 214                                    | 388                                      |
| 1995                                                                         | 1995                                     |                                          | 6 289                                    | 411                                      |
| 2000                                                                         | 2000                                     |                                          | 6 057                                    | 411                                      |
| 2005                                                                         | 2005                                     |                                          | 6 244                                    | 427                                      |
| 2010                                                                         | 2010                                     |                                          | 6 883                                    | 454                                      |
| 2015                                                                         | 2015                                     |                                          | 7 740                                    | 602                                      |
| 2020                                                                         | 2020                                     |                                          | 8 753                                    | 609                                      |
| Anm.: Införlivade 2015 småorterna Fiskebäck och Solhöjden, och 2023 Domsand. |                                          |                                          |                                          |                                          |

## Samhället
Habo består av flerfamiljshus i centrum. Flerfamiljshus finns även på bostadsområdena Lagget, Kråkeryd, Bränninge samt Kärr. De flesta är byggda under 1950- och 60-talen, men under senare år har byggandet exploderat. Nybyggda områden är främst Storhagen, Lybäck och Kyrkeryd. Men det byggs även nya hus vid Bränninge i bland annat Söderkulla och Solhöjden. I övrigt består tätorten av villor och radhus, byggda från 1970-talet och framåt. Habo är för närvarande (2020) en ort i stark befolkningsmässig tillväxt. En rad nya bostäder byggs i och strax utanför samhället. Ett av områdena är Sjogarp som ligger mycket nära Vättern. Den största utflyttningen av 20-24-åringar av Sveriges kommuner  sker från Habo 40% (2017)

## Näringsliv
Industriområden finns även i Habo. Här ligger bland annat beslagtillverkaren Habo. (Tidigare AB. C. G. Isaksson & Co.) En mil norr om Habo ligger fabriken Fagerhults Belysning AB som sysselsätter många i Habo med omnejd.

## Utbildning
I Habo finns flera grundskolor: Alléskolan (F–6), Bränningeskolan (F–6), Hagabodaskolan (7–9), Hagenskolan (F–6), Kråkerydskolan (F–6) och Kärnekullaskolan (F–6). Orten har även 10 kommunala förskolor (2024).
Tidigare fanns även Gröne vägens skola (F–3) och Malmgårdsskolan (F–2).

## Idrott
Här finns idrottsföreningarna Habo IF, OK Gränsen, Habo Friidrott 04, Fagerhult Habo IB och Habo Wolley.
En känd svensk bandyspelare, Jan "Habo" Johansson, som spelade för Nässjö IF och i svenska landslaget, tog sina första skridskoskär i Habo.
Från Habo kommer också Erik Edman, professionell fotbollsspelare.

## Kommunikationer
Habo ligger vid länsväg 195. Habo har en järnvägsstation på Jönköpingsbanan som trafikeras av Västtågen.